# そんなもんだろう (織田裕二の曲)
「そんなもんだろう」は、織田裕二の22枚目のシングル。2002年11月13日に発売された。発売元はユニバーサルミュージック。

## 背景
前作「今、ここに君はいる」から約1年3か月ぶりとなる作品。

## 収録曲
1. そんなもんだろう (3:44)
（作詞・作曲：ASKA / 編曲：松本晃彦）
自身主演のTBS系カネボウ木曜劇場『真夜中の雨』主題歌。
作詞および作曲はCHAGE and ASKAのメンバーであるASKAが担当し、織田自身にとっても久々なアップテンポな曲に仕上がっている[2]。ASKAはタイアップのドラマの内容に沿って制作して、「元気のいいもの、明るいものにした楽曲で、織田君には合っていると思う」とコメントしている[3]。本作の1週間後に発売されたCHAGE and ASKAのアルバム『STAMP』にてセルフカバーをしている。
編曲は1997年に織田が主演を務めたフジテレビ系ドラマ『踊る大捜査線』のテーマソングを作曲した松本晃彦が担当している[4]。
2. Love Love Love (4:41)
（作詞：織田裕二 / 作曲・編曲：住友紀人）
アルバム未収録である。
3. そんなもんだろう (Instrumental) (6:16)
（作曲：ASKA / 編曲：松本晃彦）

## 収録アルバム
- 11 Colors (#1)
- BEST OF BEST～20th Anniversary～ (#1)